# Kitakami (ferry de 1989)
Pour les articles homonymes, voir Kitakami (homonymie).
Le Kitakami (きたかみ, Kitakami) est un ferry construit de 1988 à 1989 par les chantiers Mitsubishi Heavy Industries de Shimonoseki pour la compagnie japonaise Taiheiyō Ferry. Mis en service en octobre 1989 sur les liaisons entre la côte Pacifique d'Honshū et Hokkaidō, il restera sur cette ligne pendant près de 30 ans. Remplacé en janvier 2019 par le nouveau Kitakami, il est finalement vendu à la démolition aux chantiers d'Alang en Inde.

## Histoire

### Origines et construction
À la fin des années 1980, la compagnie Taiheiyō Ferry se lance dans un vaste programme de renouvellement de sa flotte afin de remplacer ses unités actuelles, mises en service par son prédécesseur, Taiheiyō Enkai Ferry, au début des années 1970. Profitant d'une embellie économique ayant pour principale conséquence de stimuler le marché des lignes maritimes entre Honshū et Hokkaidō, la compagnie investit rapidement dans la construction de nouveaux navires. Le premier, baptisé Kiso, est mis en service en 1987 en remplacement de l‘Arkas. Son accueil relativement bon de la part de la clientèle encouragera alors Taiheiyō Ferry à poursuivre ses projets. La commande d'un second navire neuf, de dimensions similaires à celles du Kiso, afin de supplanter l‘Albireo est alors passée aux chantiers Mitsubishi Heavy Industries.
Malgré des caractéristiques voisines de celles de son prédécesseur et une disposition presque identique des aménagements intérieurs, plusieurs différences apparaîtront avec le premier navire, notamment au niveau de l'aspect extérieur.
Tout comme le Kiso, la construction du navire est confiée au site de Shimonoseki. Le Kitakami est mis sur cale le 21 décembre 1988 et lancé 22 avril 1989. Après plusieurs mois de finitions, il est livré à son armateur le 12 octobre.

### Service
Le Kitakami est mis en service le 21 novembre 1989 entre Nagoya, Sendai et Tomakomai.
À partir de 2005, le navire est remplacé par le Kiso et opère exclusivement entre Sendai et Tomakomai. À l'occasion, ses aménagements intérieurs voient leur décoration entièrement rénovée. 
Le 11 mars 2011, le Kitakami échappe de peu au tsunami engendré par le séisme de la côte Pacifique. Les dégâts considérables des infrastructures portuaires de Sendai conduisent à la suspension de la ligne jusqu'au 1er juin.
En mai 2017, Taiheiyō Ferry annonce la commande d'un navire neuf destiné à remplacer le Kitakami. En service depuis bientôt 30 ans, le navire avait en effet bénéficié d'un sursis au sein de la flotte, contrairement aux autres navires de sa génération. 
Le 19 janvier 2019, le Kitakami réalise sa dernière traversée pour le compte de Taiheiyō Ferry. Remplacé par le nouveau Kitakami, il dans un premier temps désarmé à Nagoya. Finalement vendu à la démolition en Inde, il quitte définitivement le Japon le 26 janvier sous le nom de Kita. Arrivé à destination au terme d'une vingtaine de jours, il est échoué sur la plage d'Alang le 12 février et démantelé au cours des mois suivants.

## Aménagements
Le Kitakami possédait 9 ponts. Si le navire s'étendait en réalité sur 11 ponts, deux d'entre étaient inexistants au niveau des garages afin de permettre au navire de transporter du fret. Du point de vue commercial, la numérotation des ponts débutait à partir du pont garage inférieur (correspondant au pont 1). Les locaux passagers occupaient les ponts 6, 7 et 8 tandis que les ponts 8 et 9 étaient consacré à l'équipage. Les ponts 1, 2, 3, 4 et 5 abritaient quant à eux les garages.

### Locaux communs
Les installations du Kitakami étaient peu nombreuses mais d'une qualité remarquable pour l'époque. Les passagers avaient à leur disposition un restaurant, un bar-salon , ainsi qu'une salle de spectacle sur le pont 7. À la suite de la refonte de 2005, la décoration intérieure du navire était basée sur le thème de la lumière.
Parmi les installations se trouve :
- Le café Ferica Club : le bar principal du navire situé au milieu du pont 7 au niveau de l'atrium ;
- Le restaurant Grosvenor House : restaurant du navire situé au pont 7 du côté tribord ;
- Le salon Stardust : situé à la poupe sur le pont 7.

En plus de ces principaux aménagements, le navire proposait également sur le pont 7 une galerie marchande et un petit salon ouvert sur la mer situé à l'avant. Sur le pont 6, deux bains publics (appelés sentō), l'un pour les hommes à bâbord, l'autre pour les femmes à tribord, étaient présents ainsi qu'un cinéma, et une salle d'arcade.

### Cabines
À bord du Kitakami, les passagers étaient répartis en deux classes selon le niveau de confort de leurs installations. Ainsi, le navire possède 22 cabines dédiées à la classe spéciale, toutes situées sur le pont 7 à l'avant du car-ferry. Quatre suites d'un confort supérieur étaient présentes à l'avant du pont 8. Les passagers de première classe avaient à leur disposition 37 cabines sur le pont 6.
Les installations de seconde classe comprenaient dix dortoirs dont deux situés au pont 7 et huit au pont 6.

## Caractéristiques

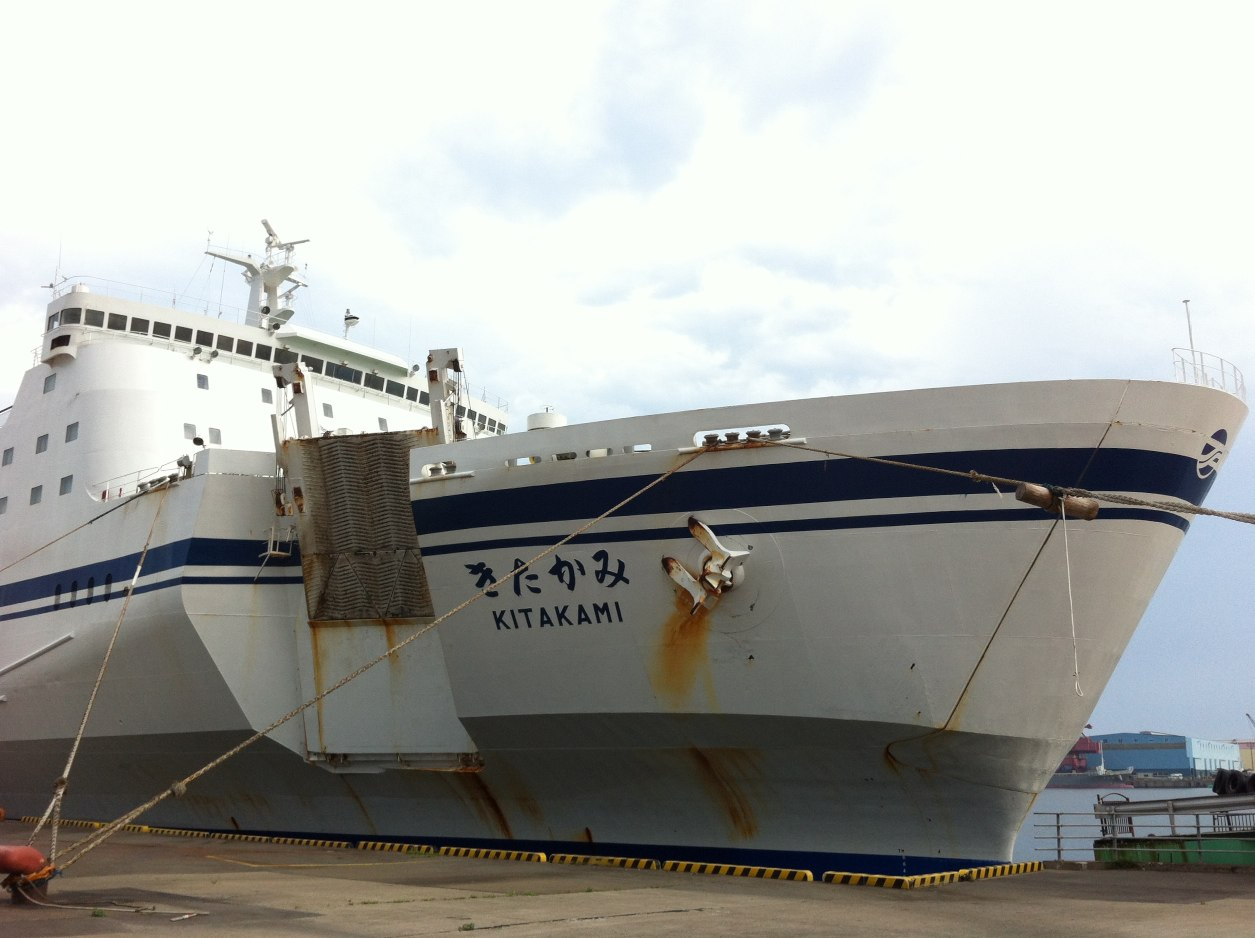
Étrave du Kitakami.

Le Kitakami mesurait 192,50 mètres de long pour 27 mètres de large, son tonnage était de 13 937 UMS (ce qui n'est pas exact, le tonnage des car-ferries japonais étant défini sur des critères différents). Il pouvait embarquer 842 passagers et 147 véhicules dans un spacieux garage accessible par cinq portes rampes, deux latérales situées de chaque côté à la poupe, une axiale située à la proue à tribord ainsi que deux portes axiales à l'avant et à l'arrière. La propulsion du Kitakami était assurée par deux moteurs diesels Mitsubishi-MAN 8L58/64 développant une puissance de 28 800 ch entrainant deux hélices faisant filer le bâtiment à une vitesse de 24,9 nœuds. Il était en outre doté d'un propulseurs d'étrave ainsi que d'un stabilisateur anti-roulis. Les dispositifs de sécurité étaient essentiellement composés de radeaux de sauvetage mais aussi d'une embarcation semi-rigide de secours.

## Ligne desservie
Au début de sa carrière, le Kitakami effectuait toute l'année la liaison entre Honshū et Hokkaidō sur la ligne Nagoya - Sendai - Tomakomai. À partir des années 2000 et jusqu'en 2019, le navire ne desservait plus que la liaison entre Sendai et Tomakomai, il reliait de temps à autre Nagoya durant les périodes d'arrêts techniques lorsque l‘Ishikari ou le Kiso étaient indisponibles.